# Эккерт, Райнер

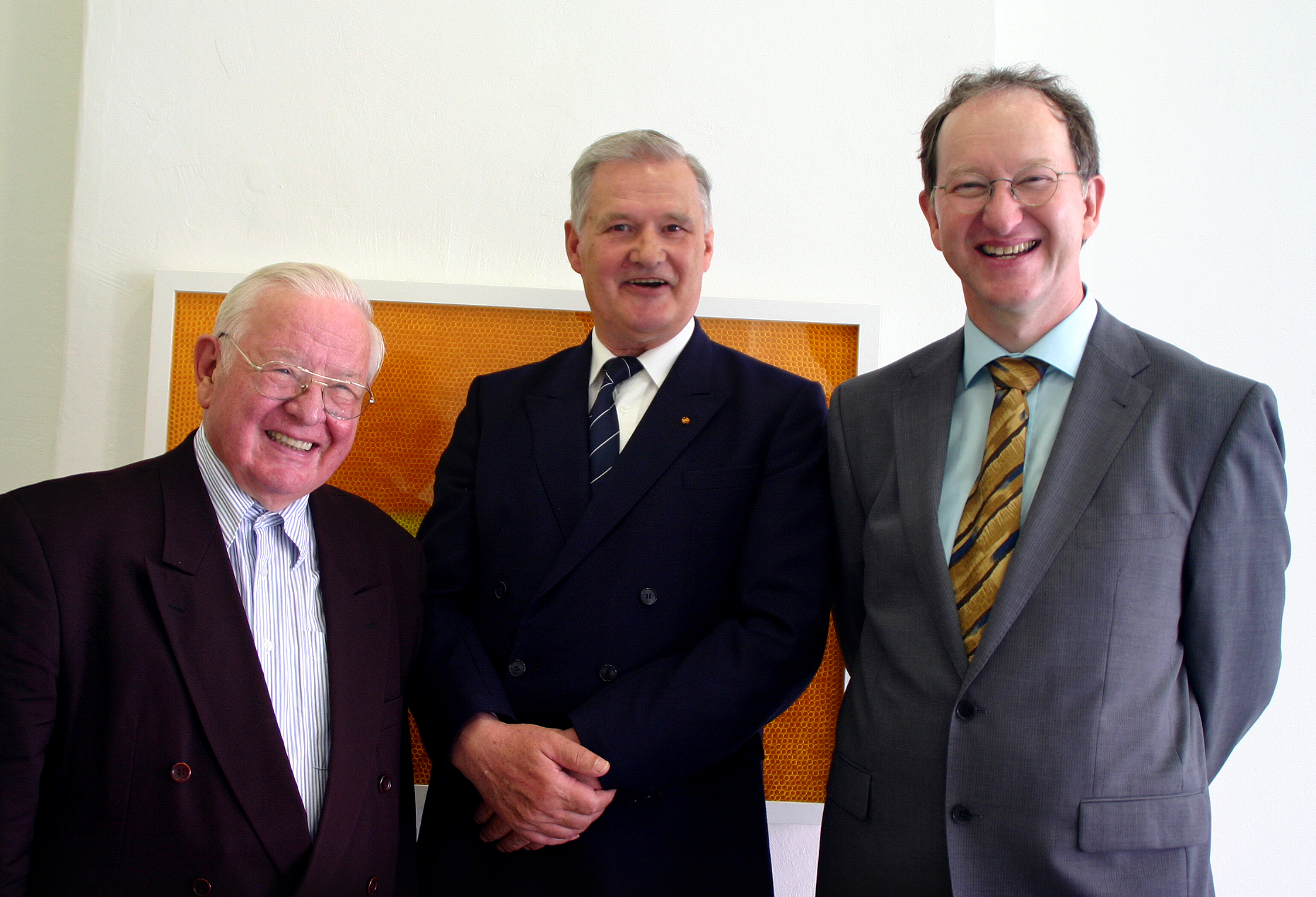
Слева направо: Райнер Эккерт, Йохен Ранге и Стефан Кесслер в 2013 году

Ра́йнер Э́ккерт (родился 10 декабря 1931 года в Ческа-Каменице) — немецкий балтист.

## Биография
Райнер Эккерт как судетский немец в июле 1946 года был выселен со своей малой родины в Чехии в советскую зону оккупации Германии.
Первое время ему приходилось работать в крестьянских хозяйствах и лесничествах. Только в 1949 году он смог снова пойти в школу, а аттестат зрелости получил в 1952 году. С 1952 по 1957 год Эккерт изучал в МГУ русистику, славистику и балтистику. С 1957 года по апрель 1961 учился в аспирантуре. Тема диссертации — «Основы на -ǔ в праславянском языке».
После защиты диссертации он вернулся в Германию и с мая 1961 года до конца сентября 1979 работал в Лейпцигском университете, сперва ассистентом и старшим ассистентом, а с 1969 года доцентом. В сентябре 1971 года получил должность ординарного профессора русского языка. С 1971 по 1975 руководил Отделом теоретического и прикладного языкознания.
В 1977 году Эккерт прошёл процедуру хабилитации в сфере балтистики, защитив диссертацию на тему «Именные основы на i- в балтийских языках с особым учётом славянских данных» (Die Nominalstämme auf i- im Baltischen unter besonderer Berücksichtigung des Slawischen).
Сферой научных интересов Эккерта являются балто-славянские языки, в частности историческая морфология, лексикология и фразеология.
1 октября 1979 года Эккерт стал руководителем направления славистики, балканистики и финно-угроведения в Центральном институте языкознания Академии наук ГДР. В 1980 году он создал там исследовательскую группу по балтистике.
В 1989 году создал Грайфсвальдском университете кафедру балтистики и соответствующую учебную специальность. В марте 1992 года Эккерт стал первым профессором балтистики в Грайфсвальдском университете. В мае 1993 года он стал директором Института балтистики. В декабре 1996 года вышел на пенсию.
С 1983 года является членом Sodalizio Glottologico Milanese, с 1992 года — членом Association for the Advancement of Baltic Studies. Был временно исполняющим обязанности председателя Комиссии по изучению балто-славянских отношений при Международном комитете славистов, а также председателем Берлинского балтийского кружка (Baltistenkreises zu Berlin).

## Награды
- Почётный доктор Вильнюсского университета 1997
- Почётный доктор Латвийского университета 1999